# Luperus acutipennis
Luperus acutipennis es una especie de insecto coleóptero de la familia Chrysomelidae.
Fue descrita científicamente en 1867 por Léon Fairmaire.